# 东澳岛铳城
东澳岛铳城，位于中国广东省珠海市香洲区万山镇东澳岛，为一处清代军事设施。现存遗迹主要包括铳城和烽火台。1987年9月9日，列入珠海市文物保护单位。2010年5月，列入广东省文物保护单位。